# Комп'ютерне мистецтво

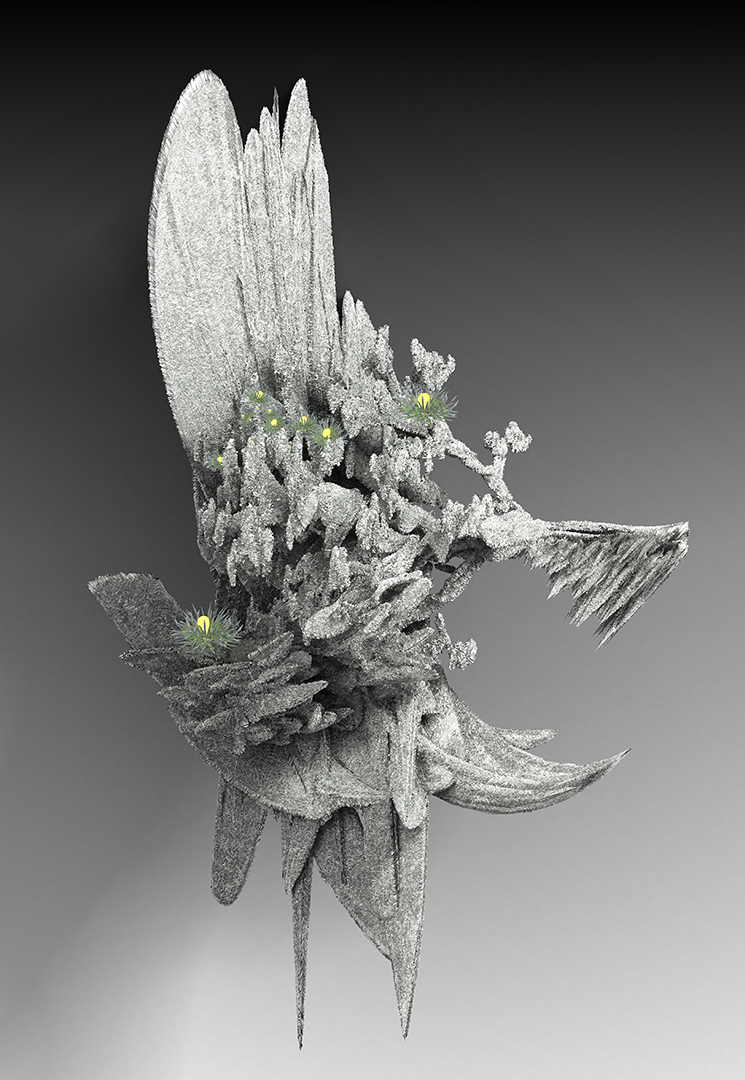
Зображення комп'ютерного вірусу Chernobyl, створеного українським медіа-художником Степаном Рябченком в 2011 році.

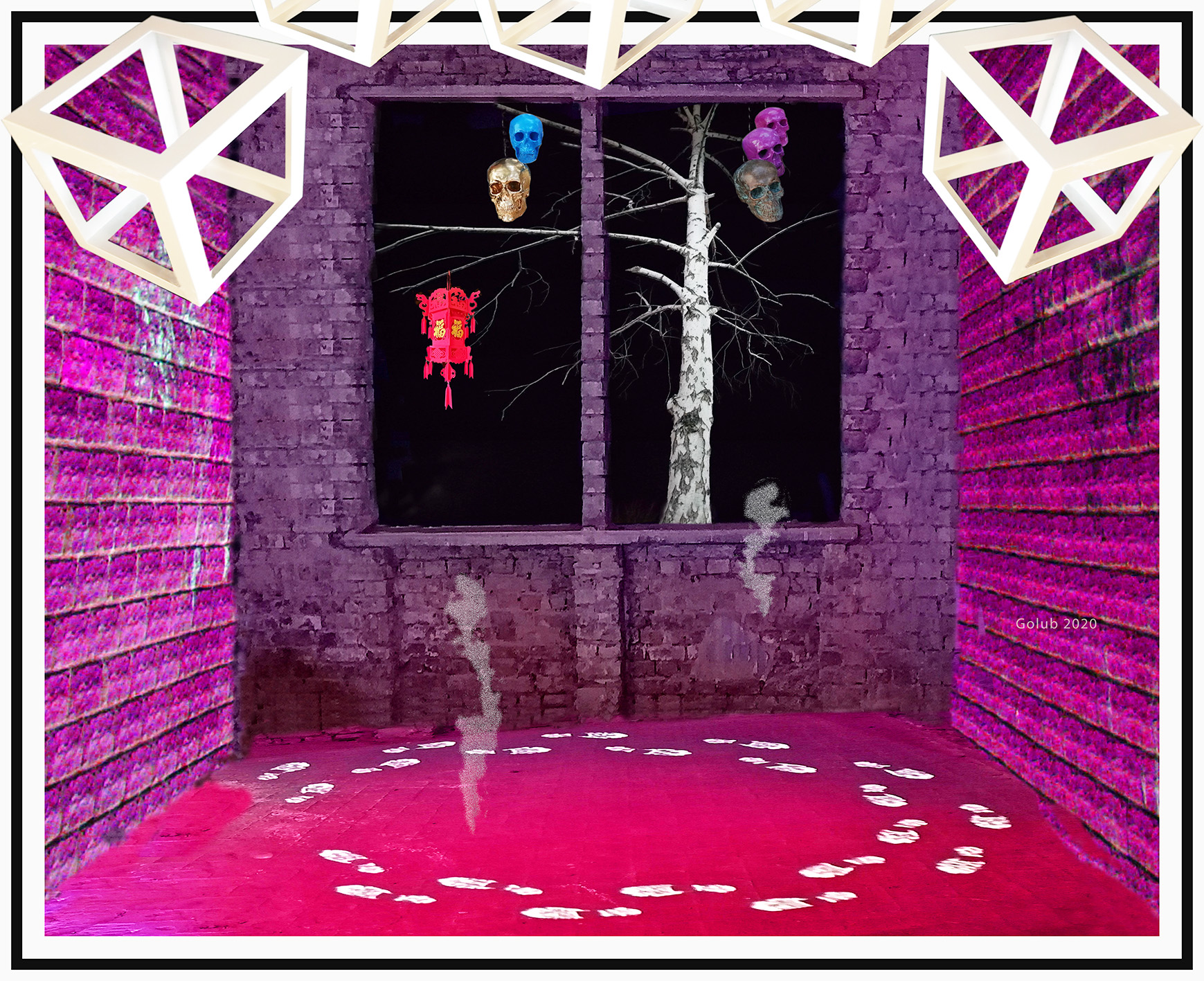
Олена Голуб, «Тиха кімната», цифровий друк (2020)

Комп'ютерне мистецтво або цифрове мистецтво (англ. Digital art) — напрямок медіа-мистецтва, заснований на використанні комп'ютеру, інформаційних технологій, як основи для художнього твору.

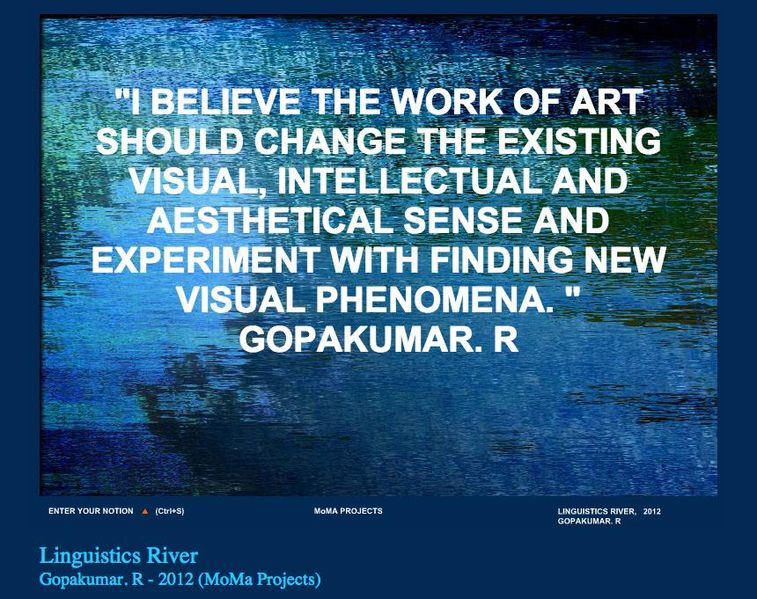
Linguistics River, 2012 MoMa educational net art project

Нині поняття комп'ютерного мистецтва включає в себе як твори традиційного мистецтва, перенесені в нове середовище, на цифрову основу, яка імітує первісний матеріальний носій (цифрова фотографія), так і принципово нові види художніх творів, основним середовищем існування яких є комп'ютерне середовище. Під його визначення вписується і цифровий живопис (малюнок створюється від початку до кінця на комп'ютері), і демосцена, pixel art, гіпертекстова література та ін.

## Українські медіа-художники
- Степан Рябченко[2][3][4]
- Микола Недзельський
- Олена Голуб
- Сергій Петлюк[5]
- Олексій Сай[6]
- Володимир Харченко
- Оксана Чепелик

## Виставки
- Strange Time (з англ. — «Дивний час») — міжнародна художня виставка у віртуальному просторі, створена українським художником Степаном Рябченком в межах творчого об’єднання «Арт Лабораторія»[7]. Проєкт було запущено 7 травня 2020 року в період COVID-19 карантину як інтернет-сайт, що розвивається за принципом живого організму, наповнюючись роботами художників з усього світу та розширюючи свої межі.[8] У центрі уваги виставки Strange Time [Архівовано 24 Травня 2021 у Wayback Machine.] опинилися не тільки твори мистецтва, але й сам формат репрезентації художників та їхніх робіт на базі Інтернет-сайту, який виступає самостійним твором.[9] Назва виставки «Дивний час» відбила головну мету проєкту: дослідження часу та неоднозначності подій, що відбуваються в сучасному світі шляхом візуальної мови, позицій та маніфестів.[10] Експозиція з простого простору репрезентації перетворилася в ситуацію діалогу та взаємодії між художниками, створюючи певні зв’язки, позиції та відносини.[11] Проєкт створено як організм, що розвивається і постійно поповнюється новими авторами та роботами, розширюючи свої цифрові межі поки міф про COVID-19 не піде у небуття.[12]
- Цифрове мистецтво. Блокчейн, а точніше NFT, асоціюються з цифровим мистецтвом з часів божевілля NFT у 2020 і 2021 роках. Хоча ця технологія отримала багато критиків і має багато недоліків, пов’язаних із плагіатом і шахрайством (через її майже повністю нерегульований характер),[13] аукціонні будинки, як-от Sotheby’s, Christie’s та різноманітні музеї та галереї у світі, розпочали співпрацю та партнерство з цифровими художниками, продаючи NFT, пов’язані з цифровими творами мистецтва (через платформи NFT), і демонструючи ці твори мистецтва (пов’язані з відповідними NFT) як у віртуальних галереях, так і в реальних життєві екрани, монітори та телевізори.[14]